# Rudolf Johna
Rudolf Johna (* 12. März 1933 in Schewkowitz; † 2. Januar 2014 in Neumünster) war ein deutscher Politiker (SPD).

## Leben
Johna wurde in Oberschlesien geboren und absolvierte nach dem Abitur eine Ausbildung zum Beamten des gehobenen Dienstes. 1963 trat er der SPD bei. Beruflich war er von 1958 bis 1979 im Bereich des Finanzministeriums des Landes Schleswig-Holstein tätig, darunter als Kassenleiter der Landesbezirkskasse Neumünster sowie als stellvertretender Kassenleiter der Landesbezirkskasse Kiel II. 1966 wurde er in den Stadtrat der Stadt Neumünster gewählt, dem er bis 1988 angehörte. Von 1975 bis 1979 war er stellvertretender Stadtpräsident.
1979 wurde Johna im Landtagswahlkreis Neumünster in den Landtag Schleswig-Holsteins gewählt. Das Direktmandat errang er auch bei den Wahlen 1983, 1987, 1988 und 1992. Johna war Mitglied einer Reihe von Landtagsausschüssen, darunter des Agrar- und Umweltschutzausschusses, des Eingabenausschusses, dessen Vorsitzender er war, und des Sozialausschusses. 1996 schied Johna aus dem Landtag aus.
Johna war verheiratet und hinterlässt drei Kinder.

## Auszeichnungen
- 1987: Bundesverdienstkreuz am Bande
- 1996: Bundesverdienstkreuz 1. Klasse